# Gábor Vona
Gábor Vona (născut Gábor Zázrivecz, la 20 august 1978, în localitatea Gyöngyös, județul Heves, Ungaria) este un politician maghiar și lider al partidului de extremă dreapta Jobbik.

## Biografie
Gábor Vona s-a născut la 20 august 1978, în localitatea Gyöngyös din județul Heves, Ungaria. A studiat istoria și psihologia la Universitatea Eötvös Lorand din Budapesta. 
El a lucrat ca profesor pentru o perioadă scurtă de timp și locuiește în Óbuda, Budapesta, împreună cu soția sa și cu primul său copil, Benedek. Părinții lui Gábor Vona sunt pensionari.

## Militant politic
Gábor Vona a fost membru fondator al mișcării Jobbik, devenind primul vicepreședinte al acestei formațiuni politice, apoi el a fost ales ca lider al partidului în 2006. 
În anul 2007, partidul Jobbik, pe care îl conduce, a decis crearea unei organizații paramilitare, care a primit denumirea de Garda Maghiară. Această organizație a fost scoasă înafara legii, în 2 iulie 2009, ca urmare a hotărârilor definitive și irevocabile ale Curții de Apel din Budapesta.
În anul 2009, Gábor Vona a cerut, în mod repetat, o schimbare de guvern. Vona sprijină Uniunea Europeană, dar nu în direcția constituirii Statelor Unite ale Europei. El se consideră el însuși un „realist UE”, argumentând că UE ar trebui să ia o nouă direcție, în sensul creșterii rolului națiunilor. Vona susține că poliția națională trebuie să fie consolidată și sprijină crearea unui stil american pentru acțiunile poliției maghiare. 
A candidat, din partea partidului pe care îl conduce, Jobbik, la funcția de Prim-ministru al Ungariei, în alegerile din anul 2010.